# 뽀로로 극장판 공룡섬 대모험
《뽀로로 극장판 공룡섬 대모험》은 2017년에 개봉한 대한민국의 애니메이션 영화로, 《뽀로로》의 네 번째 극장판이다.

## 줄거리
뽀로로와 친구들이 숲 속에서 비행선에서 잠들어 있던 꼬마 공룡 '알로'를 발견하고 고장난 비행선을 고치던 중 '크롱'과 '알로'가 비행선과 함께 사라져 버린다. 뽀로로와 친구들은 크롱과 알로를 구하기 위해 비행선을 뒤쫓는다. 공룡섬에 도착한 뽀로로와 친구들이 위험에 빠진 친구들을 구하기 위해 펼치는 모험 이야기이다.

## 출연진 (성우)
- 이선- 뽀로로 목소리 역
- 이미자 - 크롱 목소리 역
- 함수정 - 에디 목소리 역
- 홍소영 - 루피 목소리 역
- 정미숙 - 패티 목소리 역
- 김서영 - 해리 목소리 역
- 김환진 - 포비 목소리 역
- 김율 - 알로 목소리 역
- 한복현 - 킹 목소리 역
- 김은아 - 브리 목소리 역
- 엄상현 - 미스터 와이 목소리 역
- 정재헌 - 피터/커서 목소리 역